# Aleksiej Bogomołow (filozof)
Aleksiej Siergiejewicz Bogomołow (ros. Алексе́й Серге́евич Богомо́лов, ur. 20 sierpnia 1927 w Moskwie, zm. 27 lutego 1983 tamże) – radziecki historyk filozofii i tłumacz, doktor nauk filozoficznych, profesor, jeden z autorów Słownika Ateistycznego. Od 1958 do końca życia pracował w Katedrze Historii Filozofii Zagranicznej na Moskiewskim Uniwersytecie Państwowym. Swobodnie rozmawiał po angielsku i po niemiecku, znał łacinę i język starogrecki. Zmarł na niewydolność serca i został pochowany na cmentarzu Kuncewskim.

## Prace
Publikacje książkowe
- Богомолов А. С. Английская буржуазная философия XX века. – М.: Мысль, 1973. – 320 с.

Artykuły
- Богомолов А. С. «Наука логики» Гегеля и современные проблемы диалектики // Woprosy Fiłosofii. – 1981. – № 2.

Redakcje prac zbiorowych
- Современная буржуазная философия. – М., 1978. (Podręcznik akademicki pod redakcją Aleksieja Bogomołowa, Jurija Melwila, Igora Narskiego)

Przekłady na język polski
- Aleksiej Bogomołow, Dmitrij Czesnokow, Władisław Kelle, Iwan Kuzniecow, Teodor Ojzerman, Mark Rozental, i in.: Podstawy filozofii marksistowsko-leninowskiej. Pod redakcją F.W. Konstantinowa ; z ros. przeł. Henryk Widłaszewski. Warszawa: Książka i Wiedza, 1980. 672, [3] s. ; 20 cm.